# Divin
Divin (cyr. Дивин) – wieś w Bośni i Hercegowinie, w Republice Serbskiej, w gminie Bileća. W 2013 roku liczyła 21 mieszkańców.